# Златно перо
"Златно перо" је награда за есеј о глумцу која се додељује током фестивала Глумачке свечаности "Миливоје Живановић". Поред главне постоје још друга и трећа награда. 
Добитници су:
- 2006 - Мирјана Вукојчић за „Есеј о Гојку Шантићу", другу награду је добила Лела Ликар из Пожаревца, а трећу Бранислав Јевтовић из Чачка.